# 古城镇 (托克托县)
古城镇，是中华人民共和国内蒙古自治区呼和浩特市托克托县下辖的一个乡镇级行政单位。

## 行政区划
古城镇下辖以下地区：
古城村、北斗林盖村、南园子村、东湾村、白家营村、什力邓村、一间房村、韭菜滩村、北崞县营村、张宗圐圙村、保号营村、南斗林盖村、塔布板申村、南台基村、北台基村、西云寿村、永圣域村、东云寿村、南的力图村、缸房沟村、乔富营村、什力圪图村、满水井村、西黑沙图村和南崞县营村。